# A História Secreta da Rede Globo
A História Secreta da Rede Globo é um livro escrito por Daniel Herz sobre a criação da Rede Globo durante a ditadura militar brasileira. O livro foi publicado originalmente pela editora Tchê! em 1986 e atualmente pela Editora Dom Quixote. Adotando uma metodologia de jornalismo investigativo, o livro se baseia em documentos oficiais para adquirir confiabilidade.

## Periódicos
- Machado, Roméro da Costa. Império Globo de Crimes. artigo, jornal Tribuna da Imprensa, em 28 de junho de 1993.